# Télécom Saint-Étienne
 (avril 2021).
Télécom Saint-Étienne (ou TSE) est l'une des 204 écoles d'ingénieurs françaises accréditées au 1er septembre 2020 à délivrer un diplôme d'ingénieur. Elle assure la formation d'ingénieurs dans le domaine des sciences de l'information et de la communication, avec une position forte dans le génie optique.

## Historique
Créée en 1991 sous le nom de ISTASE (pour Institut Supérieur des Techniques Avancées de l’université de Saint-Etienne), c'est en 2008 que Télécom Saint-Etienne reçoit son nom actuel. C'est une école d'ingénieurs publique agréée par la Commission des titres d'ingénieur (CTI), interne à l'Université Jean Monnet Saint-Étienne. En 2008, son nouveau directeur Laurent Carraro organise la classe préparatoire intégrée pour recruter au niveau du bac. L'école est d'abord associée à l'Institut Mines-Télécom (IMT), puis y est affiliée depuis 2012. La voie du recrutement en apprentissage est ouverte en 2014,.

### Directeurs
- 1998 - 2008 : Gérard Noyel (directeur de l'Istase)[4]
- 2008 - 2012 : Laurent Carraro[3]
- 2012 - 2022 : Jacques Fayolle[5]
- Depuis le 5 juin 2022 : Christophe Gravier[6]

## Admission
L'école recrute ses élèves-ingénieurs suivant plusieurs voies : 
- Niveau bac : par le concours post-bac Geipi Polytech, via Parcoursup pour les élèves de terminale, quelle que soit la spécialité[2].
- Niveau bac+2 : sur concours après des classes préparatoires en filière MP, PC, PSI, PT, TSI via le concours Mines Télécom[7].
- En admission sur titres ou sur dossier au niveau bac+2 ou bac+3 : DUT (RT, GEII, MPh, informatique), L2 ou L3 validée, BTS (secteur EEA et optique) et licence professionnelle[2].

L'école recrute également des étudiants francophones diplômés à l'étranger ou encore des étudiants internationaux.

## Formation
En 2022, l'École forme un total de 700 étudiants si l'on additionne tous les étudiants ou élèves des niveaux du bac au bac+6 (hors doctorants), dont 534 hommes et 166 femmes. Parmi les 700, il y en a 614 qui suivent une formation menant au titre d'ingénieur, dont 502 sous statut étudiant et 112 sous statut d'apprenti (en alternance).
Le coût de la formation est d'un peu plus de 600 € par an pour les étudiants de la communauté européenne en 2025.

### Prépa intégrée

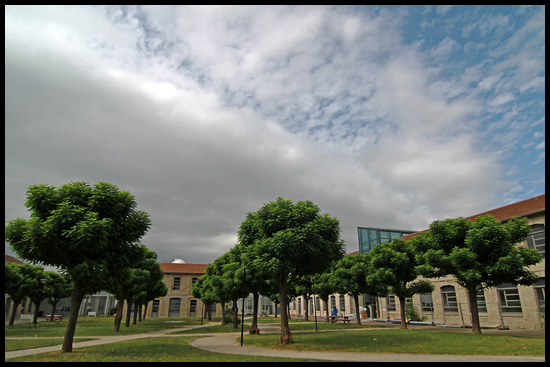
Campus Carnot

Le Cycle initial en technologies de l'information Saint-Étienne (CiTiSE) est un cycle préparatoire de 2 ans qu'intègrent les étudiants après avoir réussi le concours Geipi Polytech.
Pendant ces deux années, les étudiants reçoivent une formation en mathématiques, en physique, en informatique, électronique et télécoms.
À l'issue de ce cycle, les étudiants valident un niveau bac+2 qui leur permet d'obtenir : 
- le diplôme universitaire CiTiSE, permettant d'intégrer directement l'école en cycle ingénieur sans devoir passer un concours ;
- et un diplôme de DUT GEII[10].

### Formation des ingénieurs
Les domaines de formation sont les suivants : 
- ingénierie des données, et intelligence artificielle
- électronique embarquée
- imagerie numérique (réalité virtuelle augmentée)
- réseaux et télécoms, infrastructures et services
- physique des lasers, photonique, ingénierie des surfaces

Il y a 2 types de formation :
- la Formation Initiale sous Statut Étudiant (FISE) : 114 diplômés en 2022[8]
- la Formation Initiale sous Statut d'Apprenti (FISA) : 33 diplômés en 2022[8].

#### Formation sous statut étudiant
Le cycle ingénieur en formation initiale étudiant se découpe en 3 années.
- La 1ère année comporte un tronc commun et une initiation dans les thématiques de l'école : informatique, électronique, réseaux, optique/photonique, image. En fin de 1re année, les étudiants choisissent une thématique principale et une thématique complémentaire qui vont structurer le parcours d'enseignement.

- En 2e année d'ingénieur, ils ont une formation spécialisée, ainsi qu'un projet ingénierie commandité par une entreprise extérieure à l'école.

- La 3e année est consacrée à la recherche et innovation, et à un stage de fin d'études en entreprise d'une durée de 6 mois. Les élèves ont aussi la possibilité d'effectuer en parallèle un master pour obtenir un double diplôme, choisi parmi une trentaine de masters techniques ou de management offerts à Saint-Étienne, à Lyon et à Montpellier.

#### Formation ingénieur par apprentissage
Il y a 2 cursus diplômants d'ingénieur en apprentissage : 
- cursus Image & Photonique, Smart Industrie (IPSI)[11].

- cursus Data Engineering (DE), créé en 2018[12].

### Formations diplômantes autres que la formation d'ingénieur
Télécom Saint-Etienne propose les formations suivantes :
- Bachelor Global Communication & Digital Design : formation de 3 ans, qui permet d’acquérir un socle de compétences fondamentales en communication, informatique, web et traitement des données[13].
- Master Design de Communication (Innovation & Médiation Numérique), sur les sites Lyon-Saint-Etienne, en 2 ans[14].

## International
Tous les élèves doivent obtenir un niveau en anglais d'au moins 800 au TOEIC pour obtenir le diplôme.
L'école a établi des accords avec une vingtaine d'universités étrangères, permettant à ses étudiants d'effectuer une partie de leurs études à l'étranger. Par ailleurs, Télécom Saint-Étienne est acteur dans différents programmes d'échange étudiant : Socrates-Erasmus pour des études dans 15 pays d'Europe, ORA (échange avec des universités de l'Ontario), ISEP (échange avec des établissements américains), BCI (échange des établissements du Québec). Les élèves reçoivent également des offres de stages à l'étranger.

## Classement et évaluation de l'école

### Classements
L'école est classée 68e école d'ingénieurs française par Le Figaro Étudiant, 109e par L'Usine nouvelle, et 1re école au classement L'Etudiant dans le domaine du génie optique et photonique.

### Evaluation
L'évaluation par la Commission des titres d'ingénieur (CTI) en 2020 montre comme points forts que l'école est bien positionnée par rapport aux besoins des entreprises, avec un personnel motivé et des « locaux, matériels et équipements de qualité ». Toutefois, « le taux d'encadrement reste faible », et il y a peu d'étrangers parmi les élèves et parmi les enseignants.